# Rémeling
Rémeling (deutsch Reimelingen, lothringisch Reimléngen) ist eine französische Gemeinde mit 337 Einwohnern (Stand 1. Januar 2022) im Département Moselle in der Region Grand Est (bis 2015 Lothringen). Sie gehört zum Arrondissement Thionville.

## Geografie
Rémeling liegt etwa 23 Kilometer östlich von Thionville und 13 Kilometer westsüdwestlich von Merzig in der Nähe der deutschen Grenze auf einer Höhe zwischen 253 und 349 m über dem Meeresspiegel. Das Gemeindegebiet umfasst 6,47 km².

## Geschichte
Der Ort wurde 1084 erstmals als Reimelinga erwähnt und gehört seit 1661 zu Frankreich.
Die Sparren im Gemeindewappen sind die Symbole der luxemburgischen Herren von Raville, die im Ort herrschten. Die Muscheln stehen für die Propstei von Sierck, von der Rémeling kirchlich abhing.

### Bevölkerungsentwicklung
| Jahr      | 1962 | 1968 | 1975 | 1982 | 1990 | 1999 | 2007 | 2019 |
| Einwohner | 281  | 272  | 271  | 269  | 269  | 260  | 309  | 320  |

## Belege
1. ↑  Wappenbeschreibung auf genealogie-lorraine.fr (französisch)